# Slobodan Stanković
Slobodan Stanković (Beograd, 28. travnja 1961.) srbijanski je redatelj pornografskih filmova, snimatelj, fotograf i novinar. Jedan je od pionira pornografske produkcije u Jugoslaviji i Srbiji. Novinarsku karijeru započeo je u časopisima Student, Seks klub, Erotika i Dugi gdje je uređivao rubriku Moja žena moj šampion. Radio je i u Radioteleviziji Srbije isprva kao asistent snimanja, a kasnije kao realizator programa. Vlasnik je agencije za foto i video produkciju Libido iz Beograda koja je izdavala Striptiz magazin.

## Vanjske poveznice
- www.libido.ls.rs
- www.striptizmagazin.com
- Slobodan Stanković u internetskoj bazi filmova IMDb-u (engl.)